# Жолобок (Прилуцький район)
Жолобок — село в Чернігівській області України, входить до складу Талалаївської селищної громади. За адміністративним поділом до липня 2020 року село входило до Талалаївського району, а після укрупнення районів входить до Прилуцького району. До 2017 року було підпорядковане Липівській сільській раді. Населення — 34 особи, площа — 0,156 км².